# Sănătești, Gorj
Sănătești este un sat în comuna Arcani din județul Gorj, Oltenia, România. Se află la 15 km de municipiul Târgu Jiu. Are ca sursă de apă raul Jaleș care izvorăște din munții Vâlcani.
 Acest articol despre o localitate din județul Gorj este deocamdată un ciot. Puteți ajuta Wikipedia prin completarea lui.